# Paul W. S. Anderson
Paul W. S. Anderson, all'anagrafe Paul William Scott Anderson (Newcastle upon Tyne, 4 marzo 1965), è un regista, sceneggiatore e produttore cinematografico britannico.
È noto per aver diretto i film Mortal Kombat (1995), la saga Resident Evil (esclusi Resident Evil: Apocalypse e Resident Evil: Extinction), Alien vs. Predator (2004) e Pompei 3D (2014).

## Biografia
Specializzato in film di fantascienza e adattamenti di videogiochi, i suoi primi film sono firmati semplicemente "Paul Anderson", mentre a partire da Resident Evil si firma "Paul W. S. Anderson" per non essere confuso con il regista statunitense Paul Thomas Anderson.

## Vita privata
È sposato con l'attrice supermodella Milla Jovovich, che ha diretto in Resident Evil, Resident Evil: Afterlife, Resident Evil: Retribution, Resident Evil: The Final Chapter, I tre moschettieri e Monster Hunter. Il 3 novembre 2007 è nata la loro prima figlia, Ever Gabo Jovovich-Anderson. Il 1º aprile 2015 è nata la loro seconda figlia, Dashiel Edan Jovovich-Anderson. Il 2 febbraio 2020 Anderson e la Jovovich diventano genitori per la terza volta, ancora di una bambina, chiamata Osian Lark Elliot Jovovich-Anderson.

## Filmografia

### Regista
- Shopping (1994)
- Mortal Kombat (1995)
- Punto di non ritorno (Event Horizon, 1997)
- Soldier (1998)
- Resident Evil (2002)
- Alien vs. Predator (AVP: Alien vs. Predator, 2004)
- Death Race (2008)
- Resident Evil: Afterlife (2010)
- I tre moschettieri (The Three Musketeers, 2011)
- Resident Evil: Retribution (2012)
- Pompei (Pompeii, 2014)
- Resident Evil: The Final Chapter (2016)
- Monster Hunter (2020)
- In the Lost Lands (2025)

### Sceneggiatore
- Shopping (1994)
- Resident Evil (2002)
- Alien vs. Predator (film) (AVP: Alien vs. Predator, 2004)
- Resident Evil: Apocalypse, regia di Alexander Witt (2004)
- Resident Evil: Extinction, regia di Russell Mulcahy (2007)
- Death Race (2008)
- Resident Evil: Afterlife (2010)
- Death Race 2, regia di Roel Reiné (2010) – personaggi e storia
- Resident Evil: Retribution (2012)
- Death Race 3 - Inferno (Death Race: Inferno), regia di Roel Reiné (2013) – personaggi e storia
- Resident Evil: The Final Chapter (2016)
- Death Race - Anarchia, regia di Don Michael Paul (2018)
- Monster Hunter (2020)
- In the Lost Lands (2025) – storia

### Produttore
- Resident Evil (2002)
- Resident Evil: Apocalypse, regia di Alexander Witt (2004)
- The Dark, regia di John Fawcett (2005)
- DOA: Dead or Alive, regia di Corey Yuen (2007)
- Resident Evil: Extinction, regia di Russell Mulcahy (2007)
- Death Race (2008)
- Pandorum - L'universo parallelo, regia di Christian Alvart (2009)
- Resident Evil: Afterlife (2010)
- I tre moschettieri (The Three Musketeers, 2011)
- Death Race 2, regia di Roel Reiné (2010)
- Resident Evil: Retribution (2012)
- Death Race 3 - Inferno (Death Race: Inferno), regia di Roel Reiné (2013)
- Pompei (Pompeii, 2014)
- Resident Evil: The Final Chapter (2016)
- Death Race - Anarchia, regia di Don Michael Paul (2018)
- Monster Hunter (2020)
- In the Lost Lands (2025)